# Telmatoscopus fryeri
Telmatoscopus fryeri és una espècie d'insecte dípter pertanyent a la família dels psicòdids que es troba a l'illa d'Aldabra (la república de les Seychelles).